# August Eberlein
August Eberlein, seit 1914 August Ritter von Eberlein (* 7. Januar 1877 in Kitzingen; † 23. Mai 1949 in Sarajevo), war ein deutscher Militär und bayerischer Staatsbeamter.
Ursprünglich Lehrer, wurde er im Ersten Weltkrieg hochdekorierter Offizier und wurde von Frankreich wegen des Vorwurfs von Kriegsverbrechen gesucht. Von 1919 bis 1924 war er Leiter der bayerischen Zentralstelle für pfälzische Angelegenheiten, die Widerstand und Propaganda gegen die französische Besetzung der Pfalz organisierte sowie den pfälzischen Separatismus bekämpfte. Später machte er Karriere in den paramilitärischen Organisationen Stahlhelm und SA. Im Zweiten Weltkrieg kämpfte er in der Ukraine und auf dem Balkan. Er starb in jugoslawischer Kriegsgefangenschaft. Noch Jahrzehnte später ermittelte man gegen ihn wegen der Beteiligung seiner Truppen an Kriegsverbrechen in Griechenland.

## Leben
Geboren wurde Eberlein als Sohn des Grundschullehrers Adam und seiner Frau Dorothea, geborene Ritter. Er besuchte das Gymnasium Fridericianum Erlangen und trat 1895 als Einjährig-Freiwilliger in das 19. bayerische Infanterieregiment ein. Am 14. Juni 1900 schied er als Leutnant der Reserve vorerst aus der Armee aus. Am 4. Mai 1901 heiratete er Julie Deininger, mit der er vier Kinder hatte, darunter den späteren Journalisten Ludwig Eberlein.

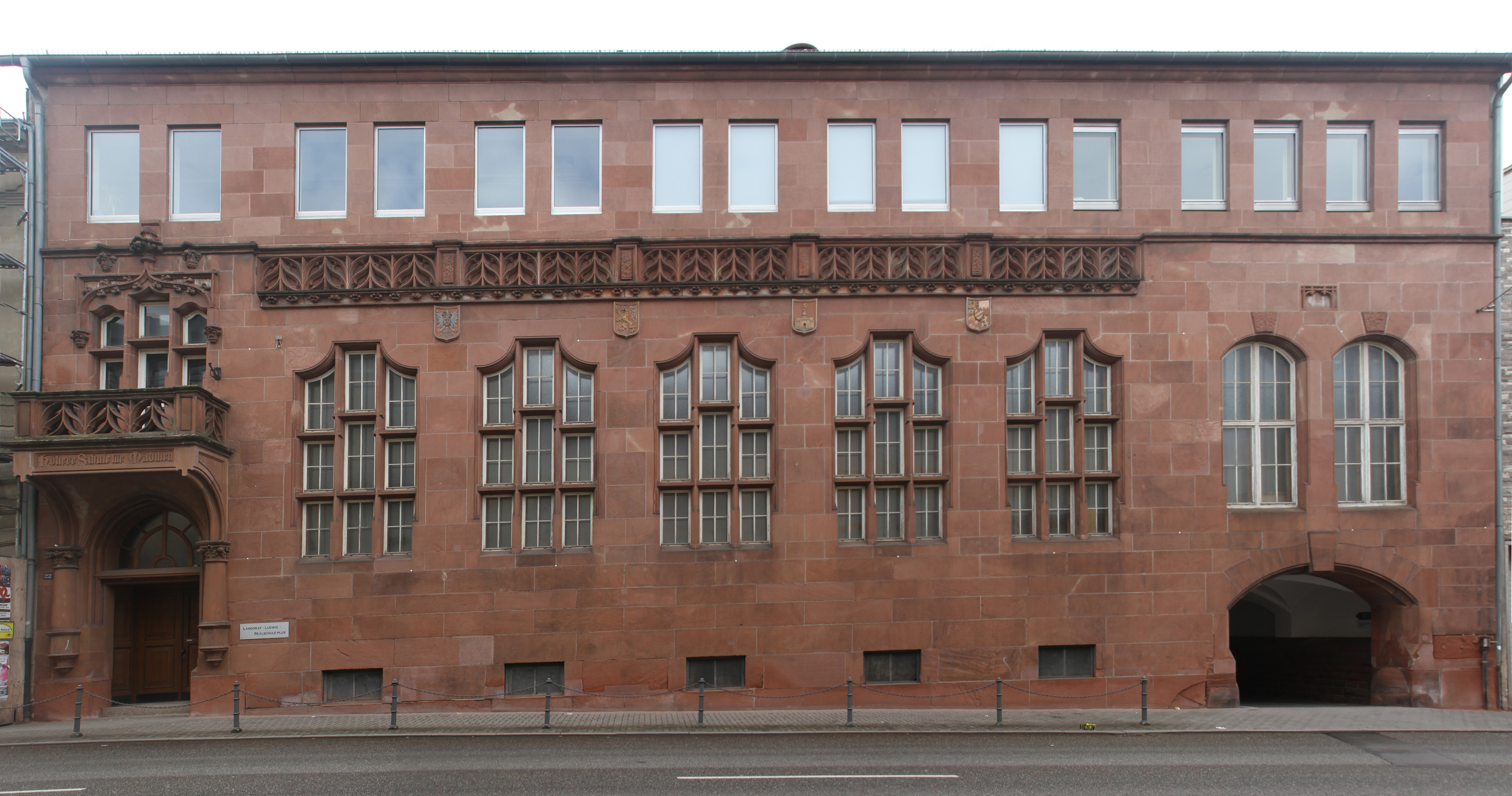
Das Gebäude der Höheren Töchterschule in Pirmasens

Nach der Reifeprüfung hatte er Germanistik, Geschichte und Geographie studiert und sich 1899 als Lehrer qualifiziert. Seit dem Jahr 1900 arbeitete Eberlein als Lehrer für Deutsch, Geschichte, Geografie und Turnen an Mittelschulen in München und Gunzenhausen. 1904 kam er an die Höhere Töchterschule in Pirmasens. Im Jahr darauf wurde er dort Schuldirektor. 1911 promovierte er an der Universität Erlangen unter dem Titel Landgraf Ludwig IX. von Hessen-Darmstadt und seine Pirmasenser Militärkolonie über die Pirmasenser Landgrafenzeit zum Dr. phil. Bei Ausbruch des Ersten Weltkriegs 1914 wurde er von der Schule beurlaubt, um Kriegsdienst zu leisten.
Als Offizier der Reserve, zuletzt als Hauptmann, befehligte Eberlein Infanteristen an der Westfront. Am 26. August 1914 wurde ihm für seine Tapferkeit die höchste bayerische Dekoration, der Militär-Max-Joseph-Orden verliehen. Damit verbunden durfte er ab da den persönlichen Adelstitel „Ritter von“ Eberlein verwenden. Ungeachtet seines Mutes im Kampf, war er auch bekannt dafür, zur Erreichung seiner Ziele Befehle und Regeln zu missachten. Von französischer Seite wurde ihm vorgeworfen, am 27. August in Saint-Dié in den Vogesen Zivilisten als Geiseln genommen und Kriegsgefangene erschossen zu haben. Seine Name wurde deshalb auf die Auslieferungsliste für nach Kriegsende an Frankreich zu überstellende Angeklagte gesetzt. Dadurch konnte er nach Einstellung der Kampfhandlungen Ende 1918 nicht in die im Anschluss französisch besetzte Pfalz zurückkehren. Weil das Deutsche Reich die Auslieferung von Kriegsverbrechern verweigerte, wurde sein Fall als Kompromiss mit den Alliierten Frankreich und Großbritannien ans Reichsgericht in Leipzig verwiesen. In der Verhandlung im Jahr 1924 wurde die Anklage fallengelassen mit der Begründung, man habe seine Einheit mit einer anderen verwechselt. Frankreich erkannte das Urteil nicht an und verurteilte ihn im darauffolgenden Jahr in einem eigenen Prozess in Abwesenheit zu fünf Jahren Haft.

### Leiter der Pfalzzentrale
Am 16. April 1919 wurde er politischer Sekretär und Sicherheitschef des bayerischen Ministerpräsidenten Johannes Hoffmann (SPD), der mit seinem Kabinett aufgrund des Münchner Räteaufstands nach Bamberg ausgewichen war. Im Juni wurde Eberlein zum Leiter der neugegründeten Zentralstelle für pfälzische Angelegenheiten mit Sitz in Mannheim berufen. Die sogenannte Pfalzzentrale fungierte als Propaganda- und Nachrichtendienst gegen die französische Politik in der Pfalz und gegen separatistische Strömungen, die die Pfalz von Bayern lösen wollten. Im März 1921 zog die Zentralstelle nach Heidelberg um, weil die Alliierten drohten, zur Durchsetzung von Kriegsreparationen auch rechtsrheinisches Gebiet zu besetzen.
Als Reaktion auf Frankreichs Versuch der „friedlichen Durchdringung“ der besetzten Pfalz mit kostenlosem Französisch-Unterricht und der Verteilung zweisprachiger Kulturzeitschriften setzte Eberlein auf eine scharfe Propaganda-Kampagne gegen die Präsenz französischer Kolonialtruppen, was als „Schwarze Schmach“ bezeichnet wurde. Vorausgegangen war die Bekanntschaft von Eberlein mit der rechtsradikalen späteren Hitler-Verehrerin Ray Beveridge im September 1919, welche mit ihrem Pamphlet „Die Schwarze Schmach. Die weisse Schande“ der Kampagne ihren Namen gab. Die Kampagne löste starken Protest nicht nur Frankreichs, sondern auch des gegenüber der französischen Besatzungspolitik in Teilen kritisch eingestellten Großbritanniens aus. Auf Druck der beiden alliierten Mächte löste Bayern die Zentralstelle im Oktober 1921 offiziell auf. Im Geheimen setzten Eberlein und seine Leute aber ihre Arbeit fort, zunächst als Tarnfirma August Müller Nachf., Kommissionshandlung für Lebensmittel, insbesondere Kartoffeln, später als Haupthilfsstelle für die Pfalz in der Klingenteichstraße 3 in Heidelberg. Eberleins Propagandaeinheit setzte die „Schwarze Schmach“ Pressekampagne getarnt unter dem harmlosen Namen „Südwestdeutscher Verlag“ fort.
Im Rahmen der rassistischen „Schwarze Schmach“-Kampagne veröffentlichte Eberlein im August 1921 seine Propagandaschrift “Schwarze – Schwarze am Rhein. Ein Weltproblem”. In Folge produzierte er unter dem Titel „Die Vase des Kardinals“ auch einen Propagandafilm über die französische Besatzungsherrschaft. Ab Ende 1920 und 1921 organisierte Eberlein zusammen mit Ray Beveridge Massenveranstaltungen gegen die „Schwarze Schmach“, so etwa in Würzburg und München, wo beide als Hauptredner auftraten.
In dieser Zeit war Eberlein inoffizieller Mitarbeiter der „Rheinischen Frauenliga“. Im Februar 1921 lernte er die konservative schwedische Feministin Elin Wägner kennen, mit der er bis 1926 ein Liebesverhältnis hatte.
Während des passiven Widerstands gegen die französische Ruhrbesetzung 1923 organisierte Eberleins Geheimbehörde Eisenbahnanschläge in der Pfalz und stellte dazu Waffen, Munition und Sprengstoff bereit. Im Frühjahr gab Eberlein den Auftrag zur Gründung eines Kurierdienstes, um die Propaganda seiner Abwehrstelle und die Weisungen der pfälzischen Kreisregierung aus ihrem Heidelberger Exil an den Kontrollen der Franzosen vorbei in die Pfalz zu bringen. Dazu rekrutierte der Ludwigshafener Bezirksamtsassessor Otto Graf vor allem Jugendliche zur Organisation „Treuhand“, die er auch für die Unterstützung von Widerstandsaktionen wie die Eisenbahnanschläge heranzog und auf die Abwehr separatistischer Anstrengungen vorbereitete. Der Separatismus erhielt Auftrieb durch die Not und Ausweglosigkeit der pfälzischen Bevölkerung, die unter Hyperinflation und Arbeitslosigkeit litten. Durch eine Denunziation wurde die französische Kriminalpolizei Sûreté auf die „Treuhand“ aufmerksam und zerschlug deren wichtigste Gruppe in Speyer im November 1923. Bei der Vernehmung der festgenommenen „Treuhand“-Mitglieder erfuhren die Franzosen von Eberleins Abwehrstelle als Auftraggeber. In einer Pressemitteilung Anfang 1924 machten die Franzosen ihre Ermittlungen publik, Premierminister Raymond Poincaré beschuldigte Eberlein als Drahtzieher. Daraufhin forderte selbst das Auswärtige Amt in Berlin eine Stellungnahme von ihm. Eberlein stritt zunächst die Existenz der „Treuhand“ ab, musste in einem Bericht zwei Monate später aber sowohl das Bestehen als auch seine Führungsrolle bei der Gründung einräumen.
Trotz seines dichten Netzes von Informanten wurde Eberlein vom Auftakt des separatistischen Putsches am 5. November 1923 in Kaiserslautern und Kirchheimbolanden kalt erwischt. Erst am 7. November erfuhr er durch Kontaktpersonen zu Edgar Julius Jungs Pfälzischem Kampfbund von den Putschplänen. Um die Abwehr gegen die Separatisten zu verstärken, lieferte Eberleins Hilfsstelle 100 Mauser-Pistolen an den Kampfbund aus, die dieser beim bayerischen Generalstaatskommissar Gustav von Kahr bestellt hatte. Die Waffen kamen zu spät, um die Eroberung der Pfalz durch die Separatisten bis Mitte November zu verhindern, da Jungs rechtsradikaler Kampfbund durch Ausweisungen und Verhaftungen nicht genügend Kämpfer links des Rheines zur Verfügung hatte.

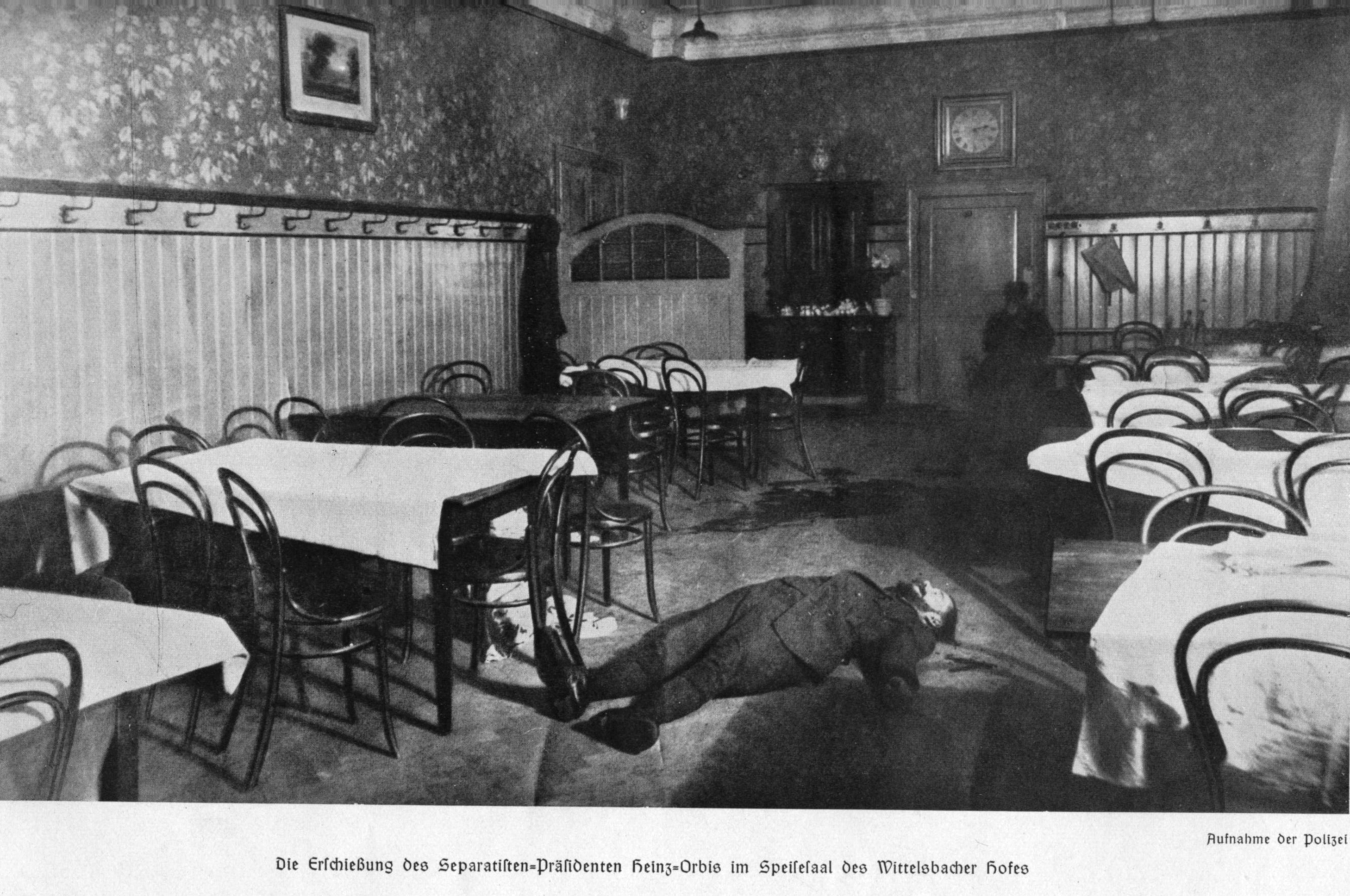
Der Tatort in Speyer mit der Leiche des ermordeten Franz Joseph Heinz

Am 7. Januar 1924 weihte der aus München angereiste Walter Antz, Zuständiger für die bewaffnete Separatistenabwehr im bayerischen Staatskommissariat für die Pfalz, Eberlein und seinen Mitarbeiter Otto Betz in die Pläne zur Ermordung des pfälzischen Separatistenanführers Franz Joseph Heinz ein. Eberleins Behörde sollte logistische Hilfe leisten und er zusammen mit Antz rechts des Rheines in Rheinhausen auf Beobachtung bleiben, während ein von Edgar Julius Jung angeführter Kommandotrupp über den Rhein setzen und in Speyer den Anschlag auf Heinz verüben sollte. Ein erster Überquerungsversuch am 8. Januar an der Insel Flotzgrün scheiterte kläglich. Erst beim zweiten Versuch der Rheinüberquerung am nächsten Tag wurde Eberleins Abwehrstelle mit einbezogen, die damit seit Jahren vertraut war. Eberlein schickte Otto Betz mit über den Rhein, der einen Trupp sicher auf den Weg Richtung Speyer führte, während ein zweiter Trupp von Mannheim aus mit der Bahn eintraf. Am Abend erschossen vier Männer des Kommandos, darunter Richard von Loewis of Menar und Hannes Miebach, im Hotel Wittelsbacher Hof den Separatistenführer Heinz, einen weiteren Separatisten und einen zufällig anwesenden Bekannten von Heinz. Zwei Mitglieder des Kommandos starben bei einem Schusswechsel vor dem Hotel.
Zum Schutz vor möglichen Gegenaktionen oder einer Verfolgung der Attentäter durch Separatisten hatte Eberlein die badische Polizei unter einem Vorwand um Alarmbereitschaft gebeten, wodurch mehrere Mitglieder des fliehenden Kommandotrupps in Haft gerieten, aber durch die Einflussnahme von Walter Antz alle nach kurzer Zeit wieder freikamen. Zurück in Heidelberg soll Eberlein den Attentätern eine durch Reichsmittel finanzierte Belohnung ausgezahlt haben. Als der französische General de Metz wenige Tage später das Attentat gegenüber ausländischen Journalisten als „feigen Meuchelmord“ bezeichnete und Eberlein als Anstifter beschuldigte, ließ sich Eberlein zu einer direkten Entgegnung hinreißen. In einem offenen Brief in der Bayerischen Staatszeitung wies er nicht den Vorwurf seiner Beteiligung zurück, sondern rechtfertigte das Attentat als gerechte Ausführung von Feme und drohte dem General für seinen Vorwurf mit persönlicher Züchtigung.
Für Eberlein war das Attentat auf Heinz der Startschuss zur Planung weiterer Morde an pfälzischen Separatisten und an Kollaborateuren mit der Besatzungsmacht. In Lauterecken wurde am 22. Januar die separatistische Gendarmeriestation durch Erwerbslose gestürmt, die zuvor in Heidelberg um Geld gebeten hatten, denen aber nur unter der Bedingung Hilfe versprochen wurde, dass sie sich vorher ihrer lokalen Separatistenpräsenz zu entledigen hätten. Am 29. Januar wurde der Roxheimer Bürgermeister Eugen Gumbinger als angeblicher Kollaborateur von zwei Attentätern schwer verletzt. Als Helfer der Attentäter wurde ein junges Mitglied der Organisation „Treuhand“ festgenommen und von den Franzosen zu mehrjähriger Haft verurteilt. Um den französischen Geheimdienstchef von Ludwigshafen über den Rhein zu entführen, setzte Eberleins Mannheimer Mitarbeiter Scheuermann eine Tänzerin auf ihn an, hatte damit aber keinen Erfolg. Durch die Doppelrolle von Scheuermanns Büro als Rotkreuzstelle zur Betreuung ausgewiesener und geflohener Pfälzer konnten die Franzosen dort aber auch leicht Spitzel unterbringen, die frühzeitig von den Plänen der Abwehrstelle erfuhren.

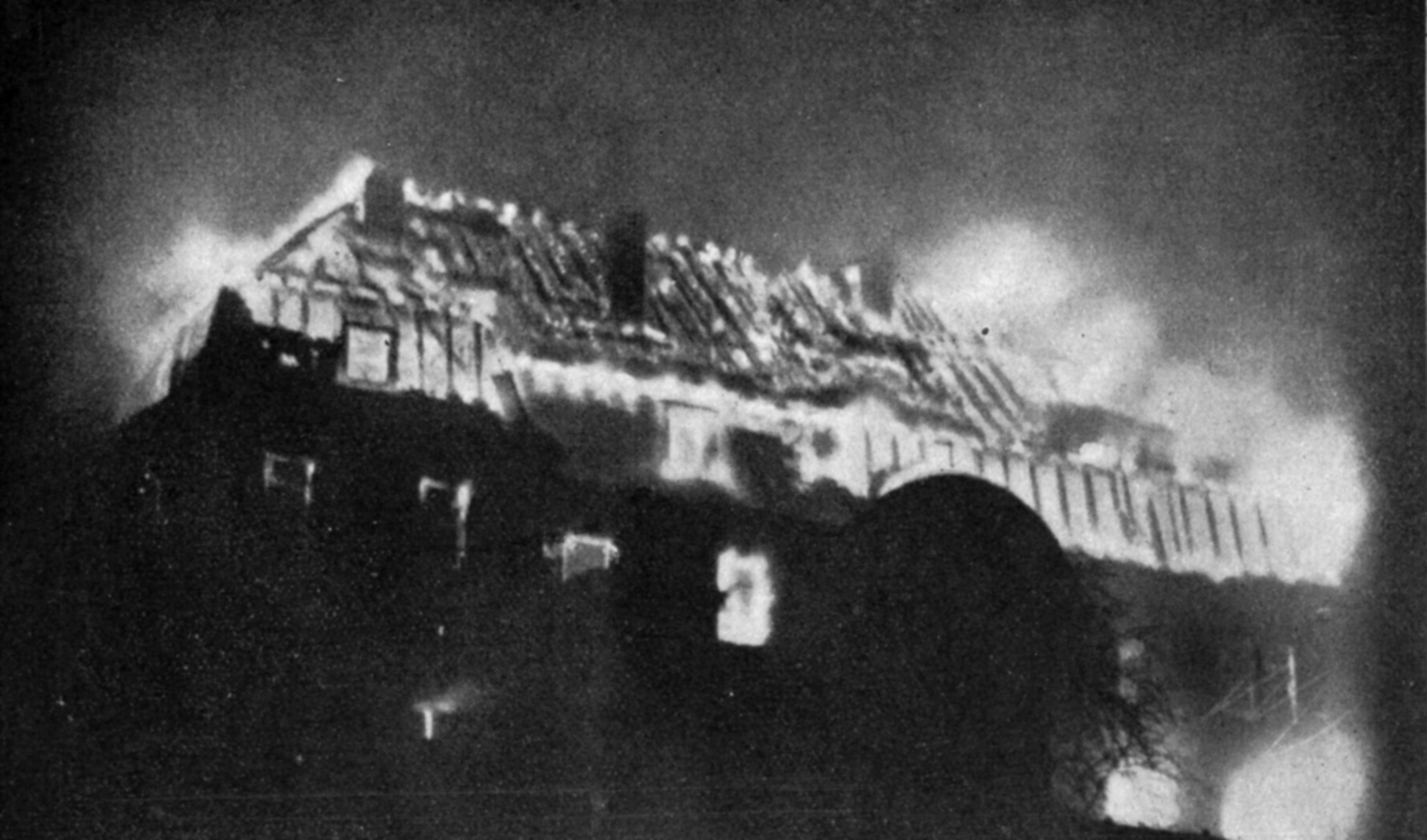
Das brennende Bezirksamt in Pirmasens, 12. Februar 1924

Am 12. Februar wurde in Pirmasens das von Separatisten besetzte Bezirksamt gestürmt, der separatistische Bezirkskommissar Albert Schwaab und alle anderen im Gebäude Anwesenden wurden brutal gelyncht. Eberlein hatte im Vorfeld einer Gruppe späterer Beteiligter den Auftrag erteilt, den Pirmasenser Bezirkskommissar Schwaab zu beseitigen. Die direkte Beteiligung seiner Abwehrstelle an der Vorbereitung lässt sich nach den Forschungen von Gerhard Gräber und Matthias Spindler im Gegensatz zum Heinz-Attentat fast nur aus Zeitzeugenberichten rekonstruieren. Zahlreiche Mitglieder der lokalen Pirmasenser Separatistenabwehrgruppe hielten sich in den Tagen und Wochen vor dem Bezirksamtssturm wiederholt in Heidelberg auf und besorgten sich dort Waffen. Am Morgen des 12. Februar tauchten in den Pirmasenser Schuhfabriken Flugblätter auf, die zur Gewalt gegen die Separatisten aufriefen. Während des Sturms informierte eine Telefon-Direktleitung nach Pirmasens die Abwehrstelle über das Geschehen. Nach dem Blutbad erstattete der Anführer der Erstürmung, der Pirmasenser Bankbote Albert Gießler, Bericht an Eberleins Abwehrstelle.
Zur Unterlaufung der französischen Geldpolitik im Rheinland brachte die Pfalzzentrale gefälschte Regiefranken, wie das Zahlungsmittel der französischen Regiebahn hieß, in Umlauf. Als am 9. Mai 1924 ein Dienstmann der Regiebahn beim Wechseln gefälschter Regiefranken erwischt wurde, nahm die badische Polizei Ermittlungen auf. Sie konnte als Auftraggeber des Dienstmanns Eberleins Sohn Hermann ausmachen, der als Zahnarzt in Reutlingen tätig war. Noch am nächsten Tag ließ die Regierung von Baden auf Anordnung von Innenminister Adam Remmele die auf ihrem Gebiet eingerichtete Pfalzzentrale schließen. Eberlein wurde von der bayerischen Regierung in den einstweiligen Ruhestand versetzt.

### Spätere Karriere
Obwohl Eberlein längst nicht mehr im Schuldienst tätig war und auch nicht darin zurückkehren wollte, sollte das bayerische Kultusministerium sein Ruhestandsgehalt bezahlen. Um das zu zahlende Ruhegehalt zu reduzieren, erkannte das Ministerium Eberlein seinen 1923 während seiner Abwehrtätigkeit erlangten Rang eines Oberregierungsrats wieder ab, der nicht seiner vorherigen schulischen Laufbahn entsprach. Er gründete zusammen mit seinem bisherigen Stellvertreter Otto Betz eine Firma für Holzverarbeitung in Neckargemünd, wollte damit aber wahrscheinlich vor allem seine gegen Frankreich gerichtete Abwehrtätigkeit fortsetzen und bot die Firma 1925 dem bayerischen Staatskommissariat für die Pfalz als verdeckte Abwehrzentrale an. Eine tatsächliche Fortsetzung von Eberleins und Betz’ Tätigkeit ist nicht belegt. Die nächsten Jahre versuchte Eberlein sich als Autor an Filmproduktionen wie dem Liebesfilm „Hast du geliebt am schönen Rhein“ (1926/27) bei der Emelka in München, wo er Anfang des Jahrzehnts antifranzösische Propagandafilme in Auftrag gegeben hatte.
Eberlein beantragte erst am 7. Juni 1937 die Aufnahme in die NSDAP und wurde rückwirkend zum 1. Mai desselben Jahres aufgenommen (Mitgliedsnummer 4.270.671), was er im Nachhinein als eine mit Josef Bürckel abgesprochene Strategie bezeichnete, um dem damaligen pfälzischen Gauleiter Bürckel bei der Verteidigung gegen „verleumderische Proganda einiger Pfälzer Zeitungen“ zu helfen. So sagte Eberlein 1931 für Bürckel im Prozess gegen den Landauer Anzeiger aus, der behauptet hatte, Bürckel sei bei der Regiebahn der französischen Besatzer tätig gewesen.
Im Jahr 1932 trat Eberlein dem Stahlhelm bei, der im Herbst 1933 in die SA übernommen wurde. 1936 war er SA-Standortführer in Mannheim. Dort stieg er vom SA-Sturmbannführer bis 1937 zum Standartenführer der SA Standarte 250 in Bruchsal auf. Während der Novemberpogrome gab er den Befehl für das Niederbrennen der Bruchsaler Synagoge am 10. November 1938.
Seine Tätigkeit während der Separatistenzeit verewigte er nachträglich im 1934 veröffentlichten Roman „Die Spionin vom Rhein“ über den erfolgreichen Kampf eines Mannheimer Beamten namens Dr. August Müller gegen die Umtriebe eines Landesverräters, der im besetzten Ludwigshafen für die französische Sûreté tätig ist. Als Dr. August Müller übernahm er in kaum verhohlener Weise selbst die Hauptrolle, denn so lautete das Pseudonym, unter dem er von Anfang 1922 bis zur Auflösung der Pfalzzentrale zwei Jahre später operierte. Im Roman stellte er sich als Mann der Tat dar, dessen Verachtung sich ausschließlich auf seinen verräterischen Gegenspieler richtet. Die Franzosen werden im Roman zwar überlistet, aber nicht als schlechtere Menschen als die Deutschen dargestellt.

### Zweiter Weltkrieg
Im Zweiten Weltkrieg befehligte Eberlein als Oberstleutnant das Ersatzbataillon „Feldherrnhalle“, die einzige Wehrmachts-Einheit, die nur aus SA-Leuten bestand. Im Krieg gegen die Sowjetunion stand es Anfang 1942 in der Ukraine. Das Bataillon nahm bei der deutschen Gegenoffensive nach dem sowjetischen Angriff auf Charkow im Mai 1942 eine entscheidende Anhöhe bei der Rückeroberung von Losowaja. Eberlein, der seine Truppen noch im hohen Alter persönlich ins Gefecht führte, wurde Ende Mai beim Sturm auf Stepanowka verwundet. Danach befehligte er das Sicherungs-Regiment 639, welches am 1. Juni 1944 in Griechenland aufgestellt und unter anderem zur Partisanenbekämpfung in Griechenland und Jugoslawien zum Einsatz kam. Am 26. Februar 1945 überfielen Partisanen der 6. Krajina-Brigade einen Eisenbahnzug nahe Busovača, welcher das Sicherungs-Regiment 639 transportierte, und nahmen nach dem Gefecht Eberlein und auch einen seiner Söhne in Gefangenschaft. In den folgenden Jahren wandte sich der in Berlin als Journalist arbeitende Sohn Ludwig in einem Brief an Elin Wägner mit der Bitte um Hilfe für seinen Vater, der unter den Bedingungen der Haft in Kombination mit seinem hohen Alter leide. Wägner schickte ein Notfallpaket an ihren ehemaligen Geliebten in dessen Gefangenenlager in Zrenjanin. Eberlein starb nach vier Jahren jugoslawischer Kriegsgefangenschaft 1949 in Sarajevo.
Wegen der Tötung griechischer Staatsbürger am 17. Juli 1943 in Trilofos bei Katerini wurden nach dem Krieg Ermittlungsverfahren bei den Staatsanwaltschaften Bochum und Düsseldorf gegen Eberlein und den Oberfeldwebel Benjamin G. Locher von der Geheimen Feldpolizei eingeleitet, aber vor Abschluss eingestellt. Weitere Verfahren gegen Eberlein in Koblenz und München wegen der Tötung von griechischen Zivilisten in den Jahren 1943 und 1944 wurden aufgrund seines Todes eingestellt.
Die Staatsanwaltschaft Hamburg nahm das Verfahren gegen Eberlein und Locher 1990 wieder auf, stellte es aber 1995 ein, da man nicht feststellen könne, welche Teile der Kampfgruppe Eberlein an den Taten teilgenommen habe und somit kein Täter zu ermitteln sei.